# Pieninský národní park (Polsko)
Pieninský národní park (polsky Pieniński Park Narodowy) je národní park v Polsku. Nachází se zhruba 20 km severovýchodně od Tater v oblasti Pienin na území Malopolského vojvodství při slovenských hranicích, kde na něj navazuje slovenský Pieninský národní park. Protéká tudy Dunajec. Pieninský národní park poprvé vznikl roku 1932 a je tak nejstarším národním parkem v Polsku.

## Historie parku
Zájem o ochranu pieninsé přírody se objevuje již v 17. století. V dokumentu z roku 1625 se dochoval zápis: Las który zowią Pieniny, jest w gruncie miejskim jako potok pieniński idzie, zostawić go w pokoju dla zamnożenia zwierza na potrzebę zamkową, które to Pieniny wyżej pomienione mają bydz spokonie od tych mieszczn od pasenia leśnego dobytku, które mu rąbią, także od wszelakich strzelców jakimkolwiek stawaniem na zwierz, także i od wszelakiego postronnego i pogranicznego człowieka, tedy Les, který se nazývá Pieniny, kudy protéká pieninský potok, je městským pozemkem, nechť je ponechán v pokoji, aby se zde množila zvěř pro potřeby hradu, ať jsou zproštěny pastvy dobytka, také od střelců a jiných lovců, stejně jako od veškerých návštěvníků.
Historie samotného parku začíná rokem 1921, kdy zde z iniciativy profesora Władysława Szafera vzniká rezervace. Koncem 20. let 20. století probíhá výkup pozemků v prostoru masivu Tří Korun. Projekt národního parku vypracoval profesor Stanisław Kulczyński. Dne 23. května Wiktor Leśniewski podepsal za Ministerstvo zemědělství a místního rozvoje nařízení ke zřízení Pieninského národního parku dne 1. června 1932. Invazí roku 1939 Polsko zaniká a s ním i Pieninský národní park.
Existence parku byla obnovena nařízením Rady ministrů ze dne 30. října 1954 o zřízení Pieninského národního parku dne 1. ledna 1955. Jeho rozloha byla rozšířena na 2 231 ha zabráním území gromad. Rovněž byl redukován počet turistických tras.
V současné podobě park funguje na základě nařízení Rady ministrů ze dne 14. května 1996. Od roku 2003 se rozkládá na ploše 2 346 ha.

## Fotogalerie

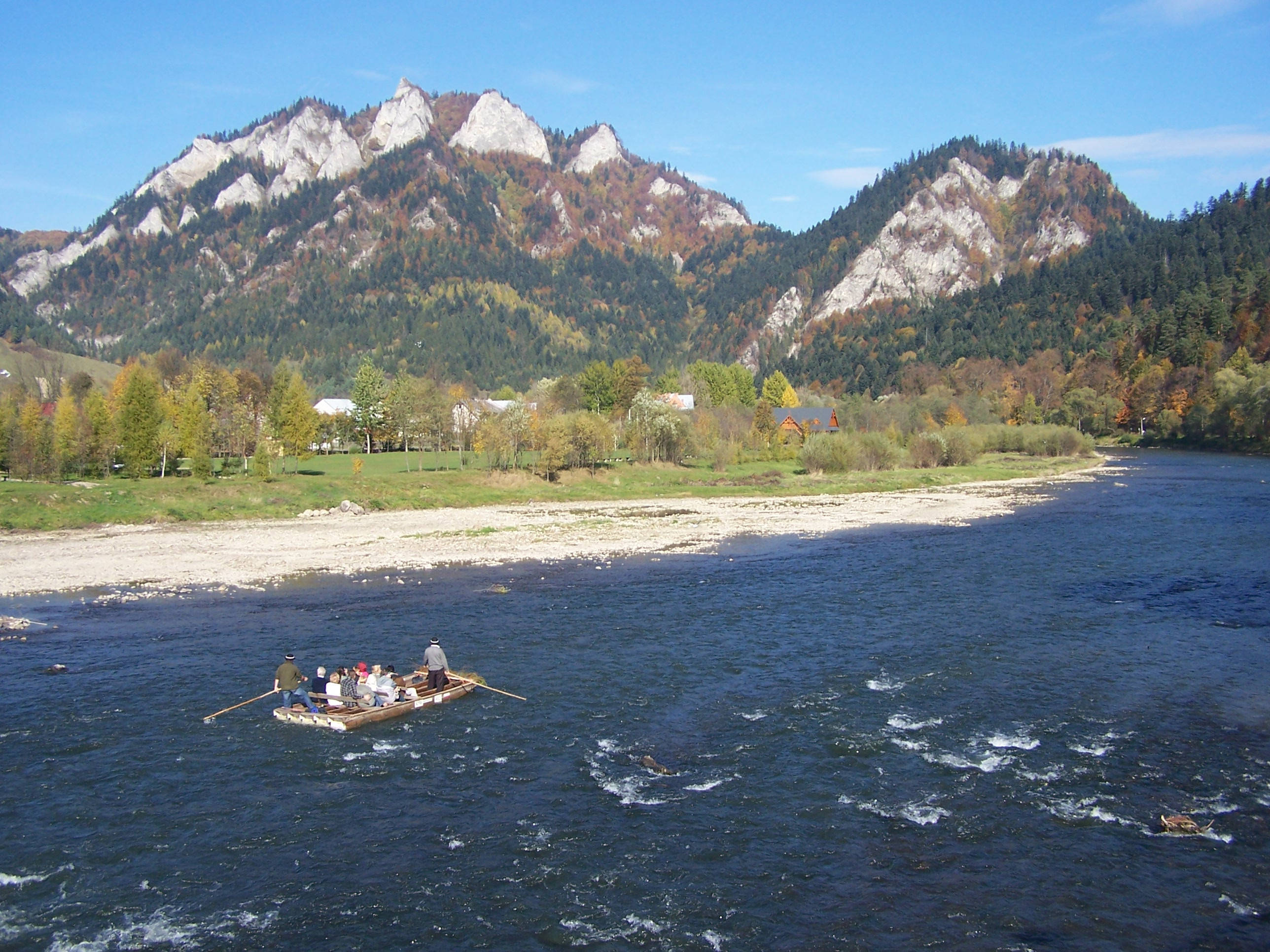
Dunajec, Tři Koruny a štít Facimiech
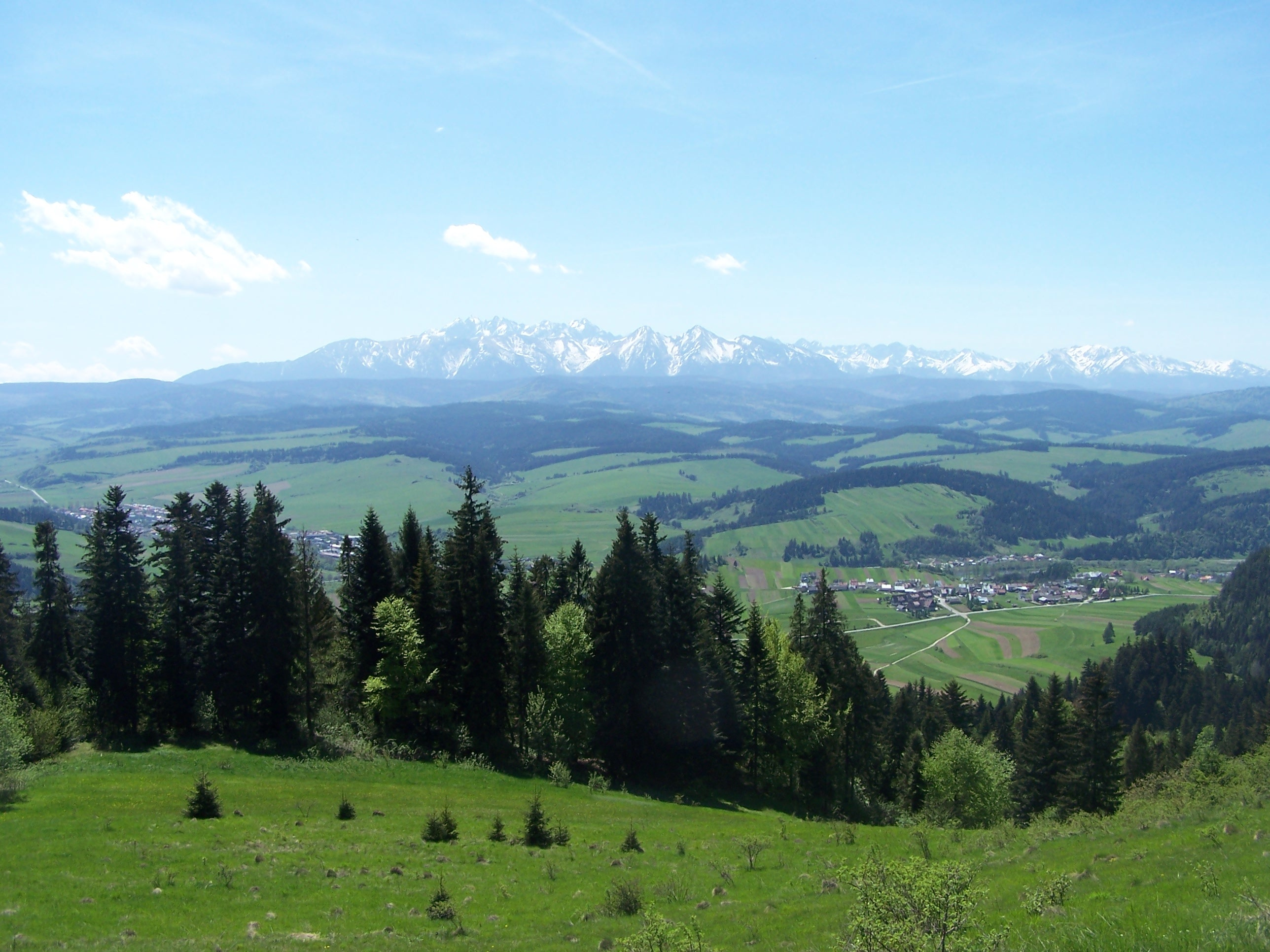
Svah Suszyna a pohled na Tatry
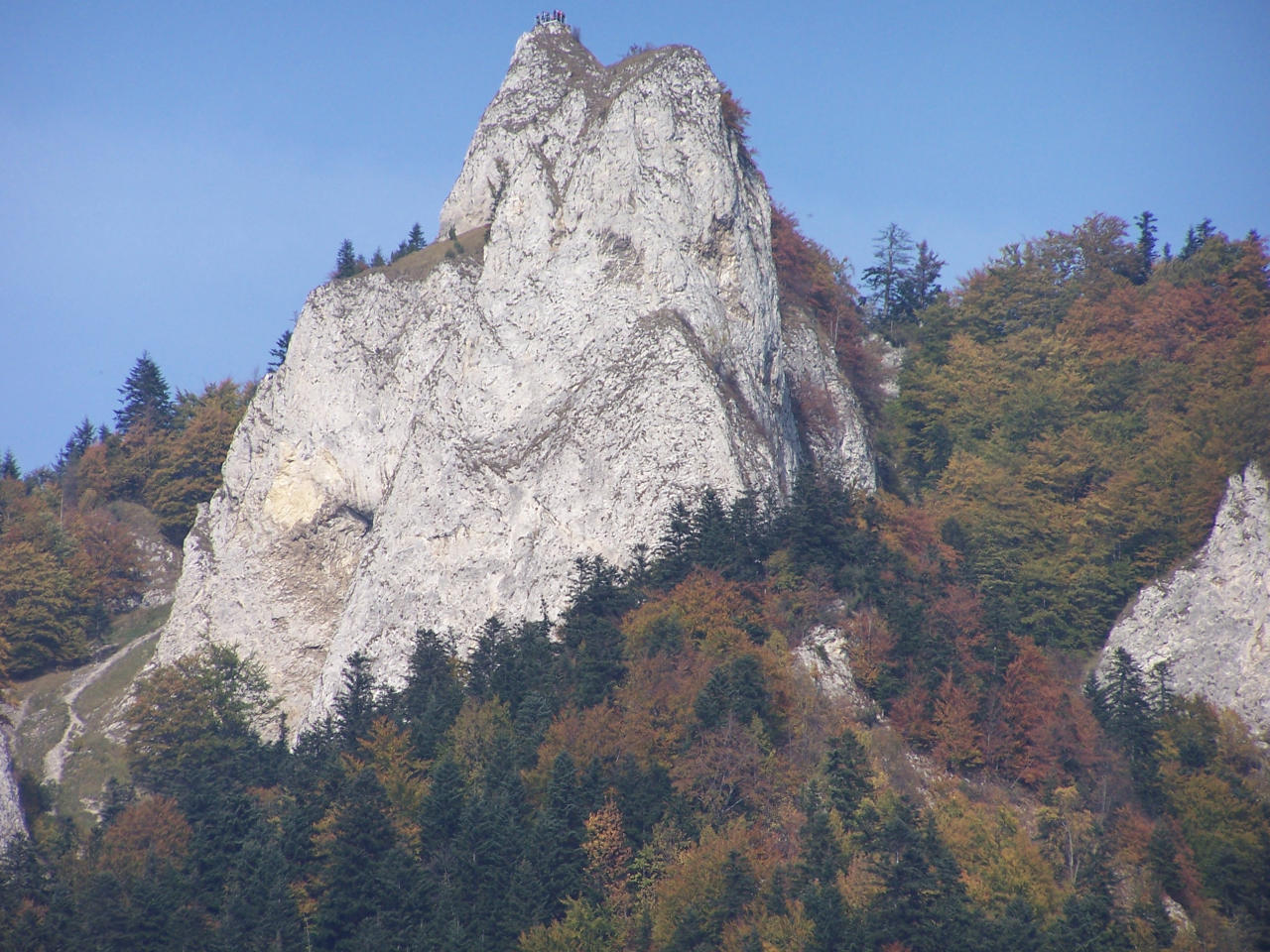
Nejvyšší skalisko Tří Korun, Okrąglica
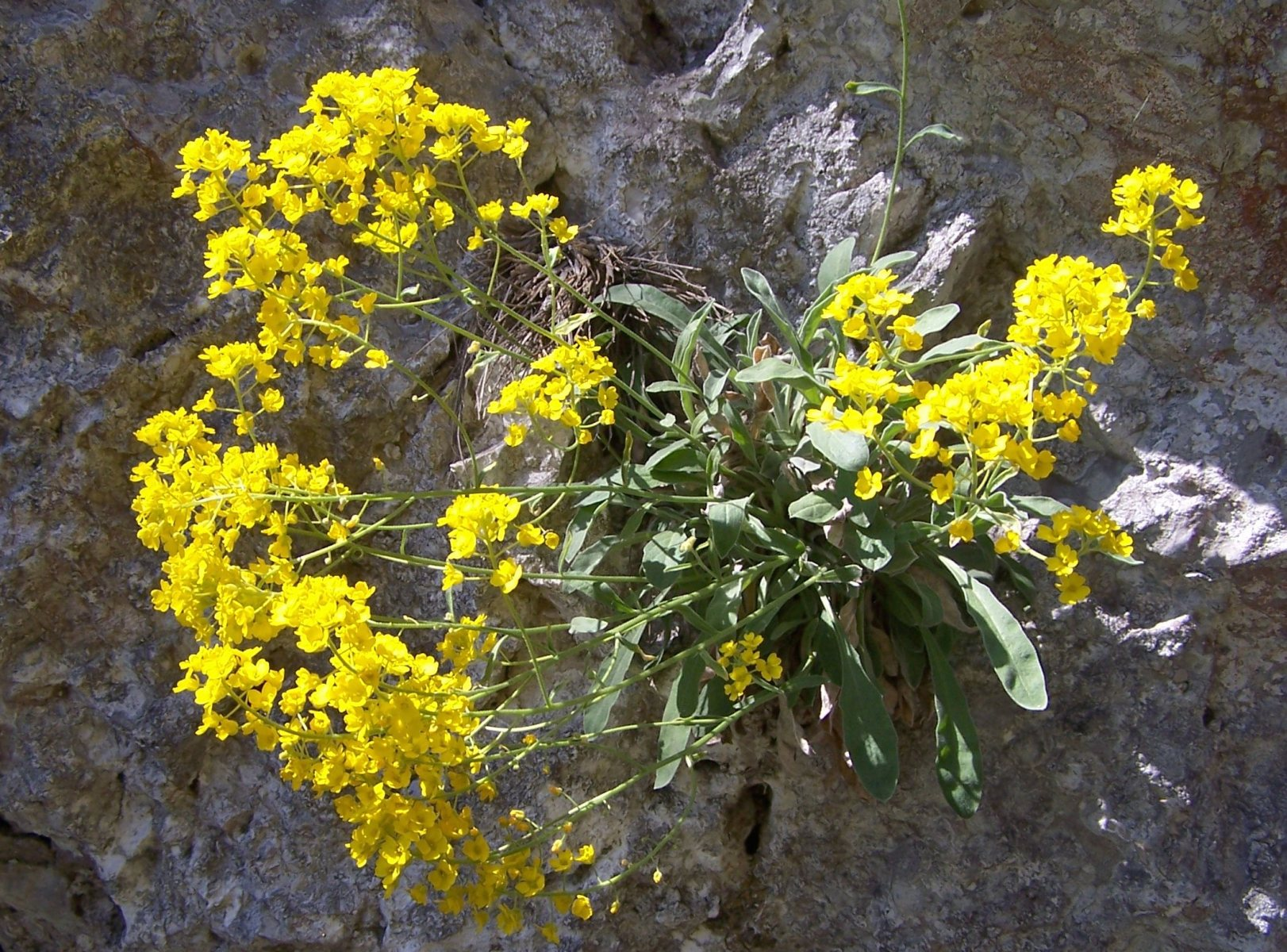
Hojně se zde vyskytující tařice skalní
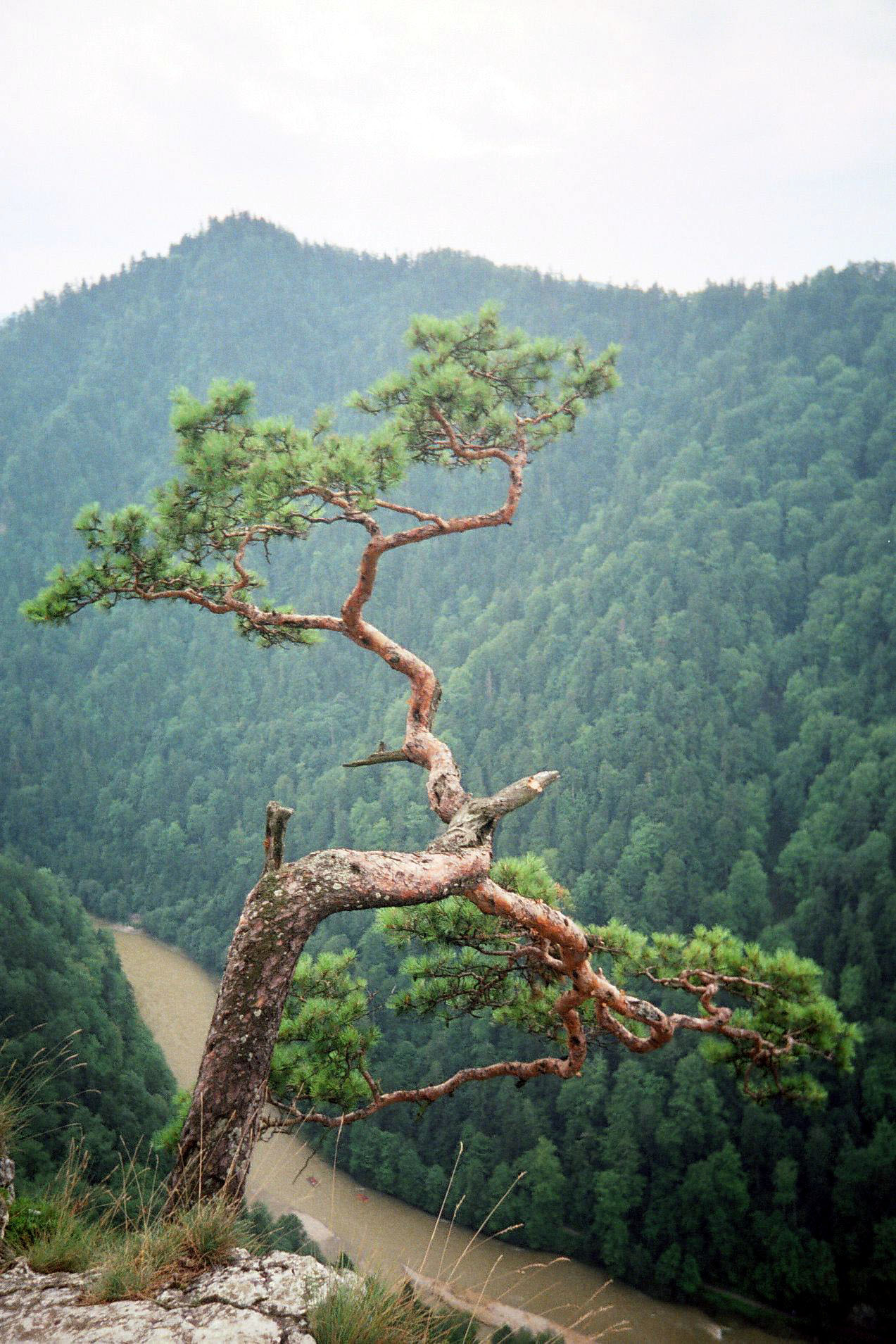
Borovice na Sokolici
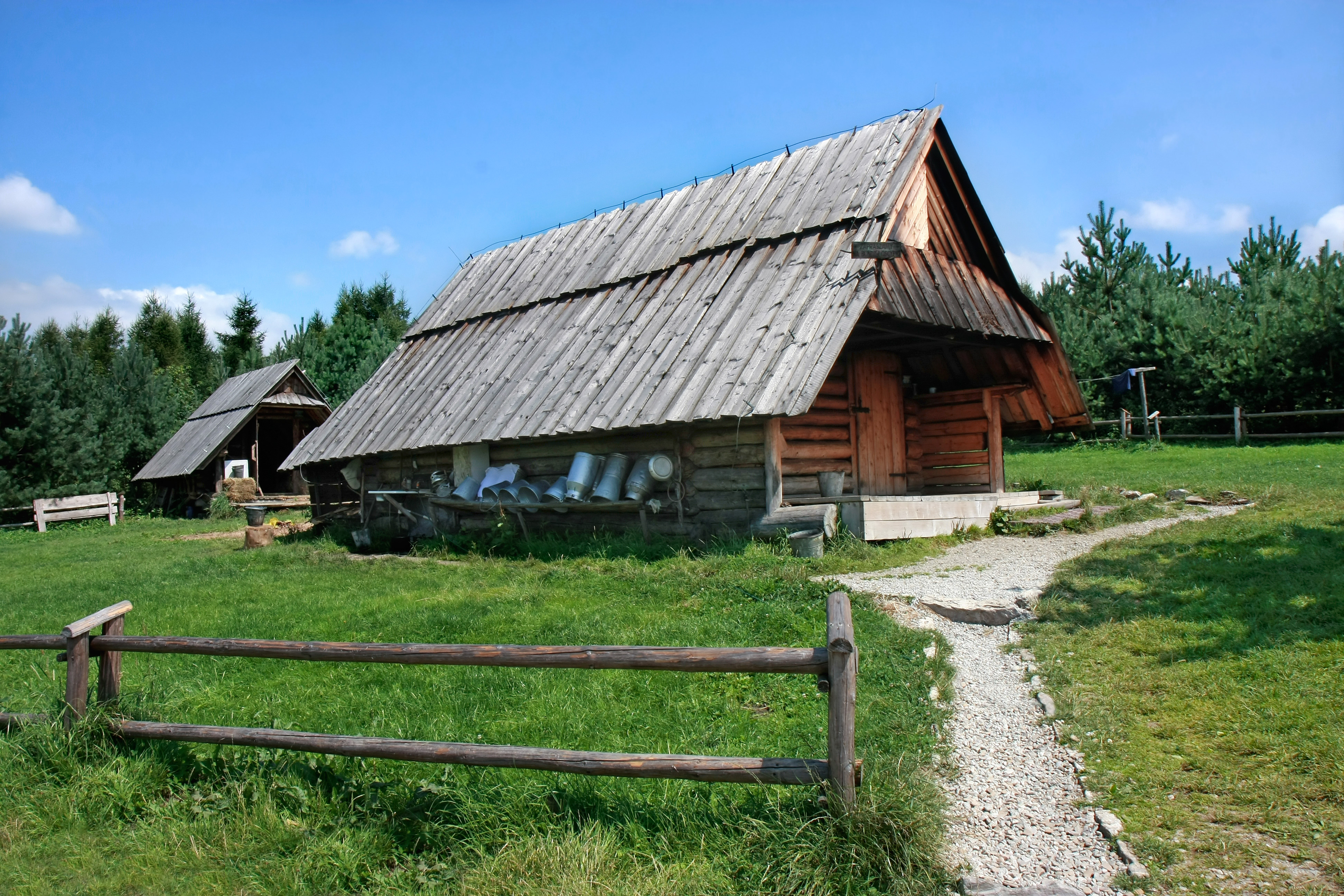
Pieninská salaš
Pieninská krajina
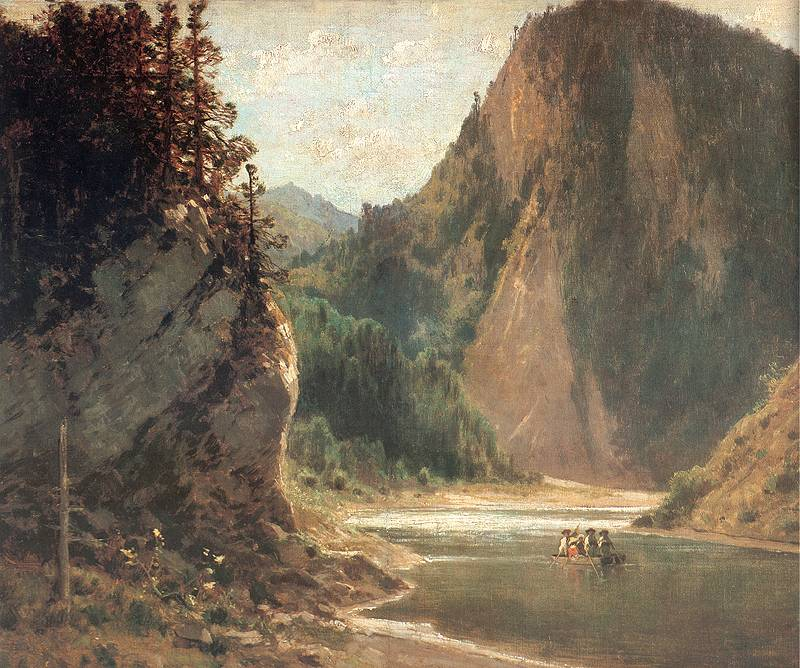
Pieniny na malbě krajináře Józefa Szermentowského